# San Diego el Organal
San Diego el Organal är en ort i Mexiko.   Den ligger i kommunen Huaquechula och delstaten Puebla, i den sydöstra delen av landet, 100 km sydost om huvudstaden Mexico City. San Diego el Organal ligger 1 494 meter över havet och antalet invånare är 1 982.
Terrängen runt San Diego el Organal är kuperad västerut, men österut är den platt. Terrängen runt San Diego el Organal sluttar söderut. Runt San Diego el Organal är det ganska tätbefolkat, med 104 invånare per kvadratkilometer. Närmaste större samhälle är Izúcar de Matamoros, 15,5 km söder om San Diego el Organal. Omgivningarna runt San Diego el Organal är en mosaik av jordbruksmark och naturlig växtlighet.